# Pieter Cramer
Pieter Cramer (getauft am 21. Mai 1721 in Amsterdam; † 28. September 1776 ebenda) war ein niederländischer Kaufmann und Entomologe.

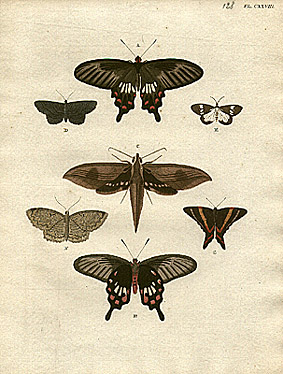
Pieter Cramer, Tafel aus seinem Werk Papillons Exotique

## Leben
Cramer war ein wohlhabender Kaufmann, der mit Leinen und spanischer Wolle handelte. Er war Junggeselle und wohnte in einem eigenen Haus nahe der Oude Kerk (Oudezijks Voorburgwal 131) in Amsterdam. Cramer interessierte sich für Naturgeschichte und war Mitglied der Gesellschaft Concordia et Libertate, in der er auch Vorträge hielt. Er war auch Vorsitzender der 1769 gegründeten Koninklijk Zeeuwsch Genootschap der Wetenschappen (Königliche Gesellschaft der Wissenschaften von Seeland).
Er legte eine umfangreiche Naturkunde-Sammlung an (Conchylien, Versteinerungen, Mineralien, Insekten). Insbesondere sammelte er Schmetterlinge aus den niederländischen Kolonien (zum Beispiel Surinam, Ceylon, Sierra Leone, Indonesien). Er legte einen Katalog seiner Sammlung an, den er vom Maler Gerrit Wartenaar (1747–1803) illustrieren ließ. Er ließ Wartenaar auch Exemplare anderer Schmetterlings-Sammlungen in den Niederlanden illustrieren (Wilhelm V., Baron Hans Willem Rengers (1722–1786), der Sohn des ehemaligen Gouverneurs von Surinam Joan Raye,  u. a.). In seinem Testament von 1774 sorgte er für die Veröffentlichung der Illustrationen durch seinen Neffen Antoon van Rensselaer. Sie erschienen in 33 Lieferungen (jeweils im Abstand von drei Monaten an die rund 270 Subskribenten) von 1775 bis 1782 beim Buchhändler Johannes Baalde (in 4 Bänden zusammengefasst). Er selbst erlebte nur die Auslieferung von 8 Folgen des ersten Bandes. Der Text ist doppelspaltig holländisch und französisch. Die Abbildungen waren handkoloriert und lebensgroß und von Beschreibungen von ihm oder Caspar Stoll begleitet, wobei das damals neue System von Carl von Linné verwendet wurde und das erste Buch über exotische Schmetterlinge mit Linné´s Systematik. Auf rund 400 Tafeln und 700 Seiten wurden rund 1600 Arten dargestellt. Für eine genaue Bestimmung reicht die Beschreibung nicht immer, und die Originalexemplare seiner Sammlung (und Typexemplare seiner Erstbeschreibungen und denen von Stoll) ließen sich nicht alle lokalisieren oder gingen teilweise verloren. Die originalen Aquarelle von Wartenaar, die mehr Details als die Kupferstiche zeigen, sind im Natural History Museum.
Seine Sammlung wurde nach seinem Tod verstreut, ein großer Teil kam aber ins nationale niederländische naturhistorische Museum (Naturalis) über die Sammlung von Joan Raye, Herr von Breukelenwaert (auch Raye van Breukelenwaert), die das Museum 1827 kaufte. Anderer Teile waren in der Sammlung von Jan Calkoen, der 1813 starb und dessen Witwe die Sammlung 1814 versteigern ließ – ein Großteil kam auch an das Naturkundemuseum.

## Werke
- De uitlandsche Kapellen voorkomende in de drie Waereld-Deelen Asia, Africa en America - Papillons exotiques des trois parties du monde l'Asie, l'Afrique et l'Amerique, Amsterdam: Baalde, 1775–1782, Digitalisat, *Digitalisat SUB Göttingen